# Antonin Gros
Antonin Gros, né le 4 mars 1890 à Marseillan, mort dans cette ville le 30 avril 1977, est un syndicaliste et un homme politique français. Il a été député communiste de l'Hérault de 1945 à 1951.

## Biographie
Neuvième et dernier enfant d'un journalier agricole, Antonin Gros devient marin à l'âge de 16 ans. En 1907, à Marseillan, ouvrier agricole, il prend part au grand mouvement social des vignerons du Languedoc et à ses manifestations massives. En 1910 il adhère au Parti socialiste SFIO de Jaurès. En raison du chômage endémique dans l'agriculture, il exerce de nombreux autres métiers dont celui de marin sur la Méditerranée. Réformé en 1914, il navigue sur un bateau de transport de troupes. Dirigeant du syndicat des marins de commerce et pêcheurs de Marseillan, il milite au parti communiste à partir de 1922. Il adhère également au syndicat des ouvriers agricoles de la CGTU. C'est dans cette organisation qu'il prend des responsabilités régionales puis, avec l'unité syndicale de 1936, nationales, au sein de la Fédération de l'Agriculture CGT. En mars 1936 (Toulouse), puis en novembre 1938 (Nantes), il participe aux congrès nationaux de la CGT. Après la mobilisation de 1939, il assure la direction de sa fédération syndicale.
Présenté comme candidat aux élections législatives de 1936 dans la 3e circonscription de Montpellier, il échoue au 1er tour, mais contribue au second tour à la réélection d'un député socialiste. L'année suivante, lors de l'élection partielle qui suit le décès de ce député, il échoue encore face à Jules Moch. Arrêté en avril 1940 pour activités politique et syndicale illégales, il est emprisonné à Clermont-Ferrand. Libéré brièvement, il est de nouveau  interné, à Saint-Sulpice-la-Pointe, à Toulouse puis à la forteresse de Sisteron. Il en est libéré en juin 1944, avec d'autres prisonniers, par la Résistance.
Après la Libération il reprend ses activités syndicales à la fédération CGT des travailleurs de l'agriculture. En 1946 il participe au XXVIe congrès de la CGT à Paris. Il est aussi un des leaders communistes dans l'Hérault. Candidat sur la liste communiste, menée dans l'Hérault par Raoul Calas, il est élu aux deux Assemblées constituantes, puis en novembre 1946 à l'Assemblée nationale. Il n'est pas réélu en 1951 en raison de la loi électorale dite des "apparentements" et, malade, n'est plus candidat en 1956.

### Mandats électifs
- Député à la 1re Assemblée constituante : 21 octobre 1945 - 10 juin 1946
- Député à la 2e Assemblée constituante : 2 juin 1946 - 27 novembre 1946
- Député à l'Assemblée nationale : 10 novembre 1946 - 4 juillet 1951